# Исно
И́сно (бел. І́сна) — озеро в Городокском районе Витебской области Белоруссии и Невельском районе Псковской области России. Относится к бассейну реки Чернец, протекающей через озеро.

## Описание
Озеро Исно находится в 42 км к северо-западу от города Городок, в 6 км к северо-западу от деревни Моисеево. Высота над уровнем моря — 147,2 м. По озеру проходит российско-белорусская граница: юго-восточный берег принадлежит Белоруссии, северо-западный — России.
Площадь поверхности составляет 0,14 км². Длина — 1,12 км, наибольшая ширина — 0,18 км. Длина береговой линии — 2,55 км.
Котловина вытянута с северо-востока на юго-запад. Склоны котловины высотой 5—7 км, покрытые лесом. Озеро окружено заболоченной поймой шириной 50—75 м. Берега низкие, песчаные, поросшие лесом и кустарником. Водоём существенно зарастает.
Через озеро Исно протекает река Чернец, впадающая в озеро Большое Свино. На юго-западе впадает ручей из озера Чёрное, расположенного на территории Невельского района Псковской области России.